# 阿德里安·罗梅尔
阿德里安·罗梅尔（法語：Adrien Rommel，1914年8月4日—1963年6月21日），生于巴黎，法国男子击剑运动员。他曾获得1948年和1952年夏季奥运会击剑比赛男子花剑团体金牌。他于1963年在克利希逝世。